# Asklepieion
Asklepieion er templer bygget i den græske oldtid for at hylde guden Æskulap.
Fra omkring 300 f.Kr. steg Æskulaps popularitet og fascinationen af ham. Folk flokkedes til hans templer for at blive helbredte. De overnattede i templet og fortalte den følgende dag deres drømme til en præst, der så ville foreskrive en kur – ofte enten et bad eller besøg i et gymnasium.
Efter sigende skulle Hippokrates have fået medicinsk oplæring på Kos.
Det, der nu kaldes Asklepieion, ligger på den græske ø Kos.